# Xã Wall Lake, Quận Sac, Iowa
Xã Wall Lake (tiếng Anh: Wall Lake Township) là một xã thuộc quận Sac, tiểu bang Iowa, Hoa Kỳ. Năm 2010, dân số của xã này là 1.309 người.